# Ansião
Ansião est une municipalité (en portugais : concelho ou município) du Portugal, située dans le district de Leiria,sous région de la région de leiria et la région das beiras .région centre

## Géographie
La municipalité est limitrophe :
- au nord-est, de Penela,
- à l'est, de Figueiró dos Vinhos,
- au sud, d'Alvaiázere,
- à l'ouest, de Pombal,
- au nord-ouest, de Soure.

## Démographie
| 1801  | 1849  | 1900   | 1930   | 1960   | 1981   | 1991   | 2001   | 2004   |
| ----- | ----- | ------ | ------ | ------ | ------ | ------ | ------ | ------ |
| 1 502 | 4 940 | 13 562 | 15 543 | 17 268 | 15 446 | 14 029 | 13 719 | 13 673 |

| 2011   | - | - | - | - | - | - | - | - |
| ------ | - | - | - | - | - | - | - | - |
| 13 128 | - | - | - | - | - | - | - | - |

## Subdivisions
La municipalité d'Ansião groupe 8 paroisses (freguesia, en portugais) :
- Alvorge
- Ansião : a rang de « ville »
- Avelar
- Chão de Couce
- Lagarteira
- Pousaflores
- Santiago da Guarda
- Torre de Vale de Todos

## Personnalités
- Pascoal José de Melo Freire dos Reis (1738-1798), juriste portugais, est né à Ansião.

## Jumelages
- Santos, Sao Paulo, Brésil
- Erbach Odenw, Hessen, Allemagne
- Le Pont-de-Beauvoisin, Isère, France